# Управление по делам гражданства и миграции Латвийской Республики
Управление по делам гражданства и миграции Латвийской Республики, УДГМ (латыш. Pilsonības un migrācijas lietu pārvalde, PLMP) — учреждение, находящееся в ведении министра внутренних дел Латвийской Республики, в компетенцию которого входит выдача удостоверений личности и проездных документов, ведение Регистра населения и реализация национальной миграционной политики, включая разработку и реализацию политики репатриации и предоставления убежища, определение правового статуса лиц, натурализацию и т. д. Филиалы УДГМ находятся в большинстве городов Латвии,
центральный филиал в Риге находится по адресу: Čiekurkalna 1. līnija 1 в Чиекуркалнсе.

## Отделы
- Департамент по работе с персоналом и связям с общественностью
- Департамент финансов и бухгалтерского учета
- Отдел контроля и мониторинга
- Отдел управления договорами
- Юридический отдел
- Отдел документооборота
- Отдел контроля за личным статусом
- Отдел миграции
- Отдел видов на жительство
- Отдел по предоставлению убежища
- Отдел размещения просителей убежища
- Отдел документов, удостоверяющих личность
- Департамент обработки персональных данных
- Департамент по развитию и международному сотрудничеству